# Trachelas nigrifemur
Trachelas nigrifemur là một loài nhện trong họ Trachelidae.
Loài này thuộc chi Trachelas. Trachelas nigrifemur được Cândido Firmino de Mello-Leitão miêu tả năm 1941.